# 来舟站
来舟站，位于福建省南平市延平区来舟镇，建于1956年。距鹰潭站285公里，距厦门站409公里，距福州站194公里。现为一等编组站，来舟站曾经是福建省第一个铁路枢纽，有“入闽第一站”、“福建夜明珠”之称。
目前来舟站不办理旅客乘降业务，每日仅有部分旅客列车和开往邵武、鹰潭间的通勤列车在本站办理职工通勤业务；不办理行李包裹托运；货运业务：整车普通货物无限制。来舟站是福建省最大的铁路编组站，为鹰厦线、外南线、峰福线、永莆线方向到发货物列车的解编作业。

## 历史
来舟站于1954年9月由铁二院设计，铁道兵8511部队施工。车站建设在闽江上游富屯溪右岸的来舟镇东侧的一个山边凹地上。1956年5月25日铺轨通车，6月1日来舟站作为线路上6个区段站之一临时投入使用，并未开办编组业务。由于彼时蒸汽汽车运送的燃煤数量有限，到达来舟时必须解挂进折返段整备。
1959年外福铁路开通后，设置来舟编组站，来舟站成为福建省第一个铁路枢纽，承担接发厦门、福州和鹰潭三个方向的客货运列车。当时车站站场设到发编组线7股道、货物线1股道、股道有效长度450米。为应付日益增长的客货量，来舟站新建了编组场，站场增加股道至17股，牵出线增加1股并延长股道有效长度至550米。
1970年代，车站编组场又实施了改扩建。改造完成后来舟站有一级二场规模，有到发线7股，编存线9股（其中编发线3股），牵出线1股，站修线1股，货物线2股，土驼峰1座，站线有效长450～550米。车站之后又于1980、1984、1986年进行小规模的改造。
1988年，鹰厦铁路来舟站至永安站区间开始电气化，同时对车站再次进行大规模扩建和技术改造。扩建后的来舟站为二级三场（到发、到达、编发场）中型编组站。此次改造后车站股道总数量为37股，其中到达线8股，到发线9股，编组线16股（预留4股），站线股道有效长度延至650米；同时增加牵出线1股，货物线2股，并迁建机务折返段、车辆站修所。此外，新建来舟至外洋第二线。1990年1月22日鹰厦线来永段开通送电，1990年1月23日在永安站举行开通典礼。1990年7月15日鹰厦线邵武-来舟段电气化工程开工，1991年3月竣工，并于同年5月开通送电。来舟站的客货运发送量达到了巅峰，每日有30多列客车停靠，编组场每天的列车办理量达到6218车厢次。车站的繁荣带动了来舟镇发展，小镇因此也被称为“小香港”。
2004年，来舟站更名为南平北站。2006年，南平北站再次更名来舟站。2012年12月20日，连接外洋和绿水的外洋联络线启用，部分旅客列车取消在来舟站换向及办客。
1997年来，随着峰福铁路、温福铁路等福建出省铁路通道不断开通，来舟站枢纽地位不断下降，发送客流愈发减少。2008年后，来舟站不再纳入铁道部全路主要编组站范围。2016年1月10日，来舟站停办客运业务，经停列车改为南平南站（现延平东站）停靠。

## 车站结构
来舟站客运站房位于客场南侧，建于1972年，面积643平方米，为二层一栋建筑。停办客运业务前设有599平方米旅客候车厅、38平方米的软席候车室及19平方米的售票处各一座。此外还设有一座面积397平方米的行包房。

### 站场
来舟站为二级三场（到发、到达、编发场）中型编组站。车站共有股道线37条，其中到达线8股，到发线9股，编组线16股（预留4股），站线股道有效长度650米；此外还设有牵出线1股，货物线2股。
来舟站客场设有两座站台。1站台为侧式站台，长497米、宽10米；二站台为岛式站台，长400米、宽8米。两座站台中央设有面积4048的平方米雨棚覆盖，与站房通过宽4米、长21米的地道连接。
车站货场设有2507平方米的仓库和902平方米的货物站台，办理整车普通货物业务，并可办理零散货物快及批量零散货物快运业务。货场设有通往福州机务段来舟折返点和福建铁路建设有限公司设备管理中心的专用线。

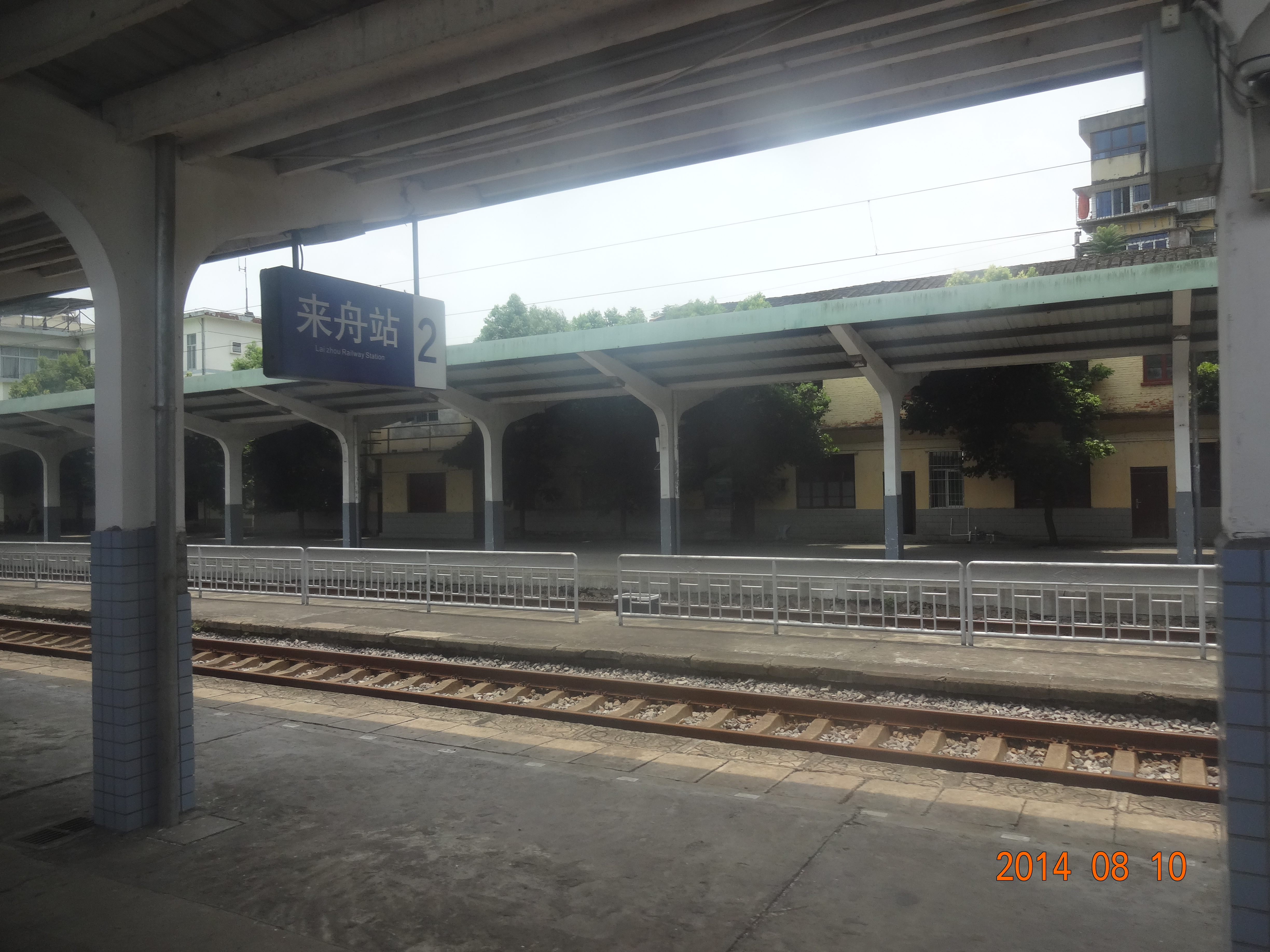
来舟站站台
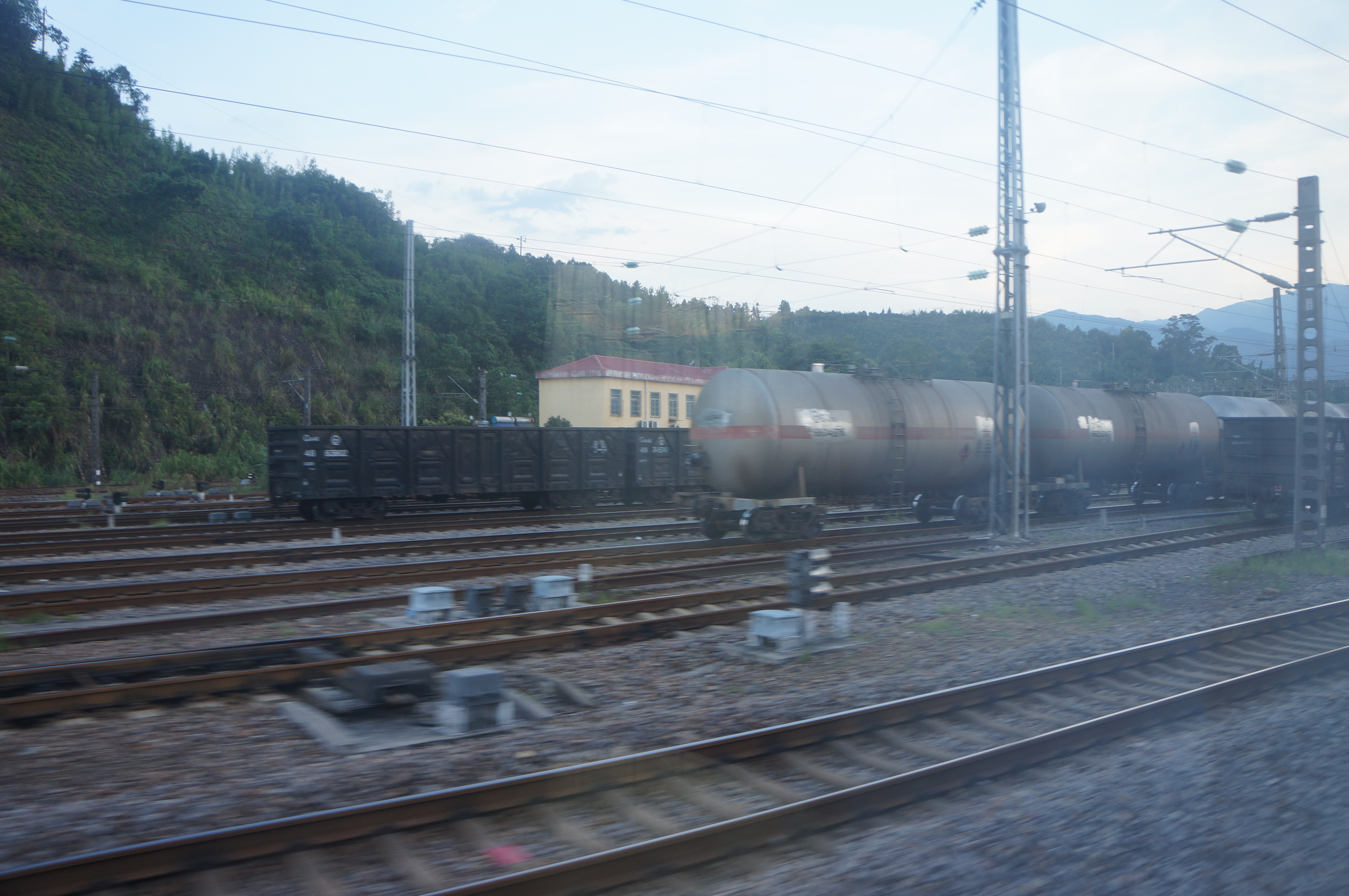
编组场内股道
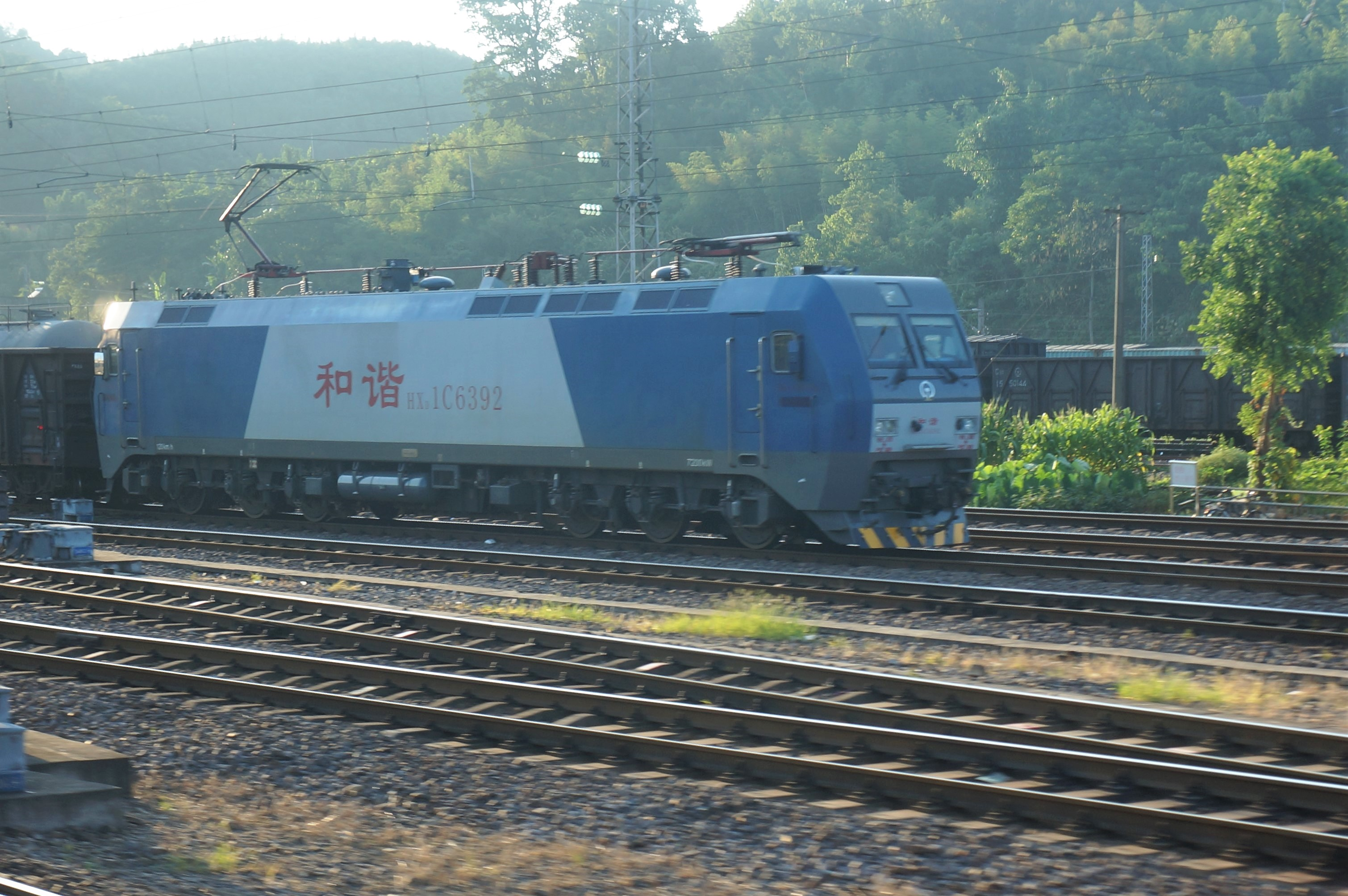
和谐1C型电力机车于编组场内
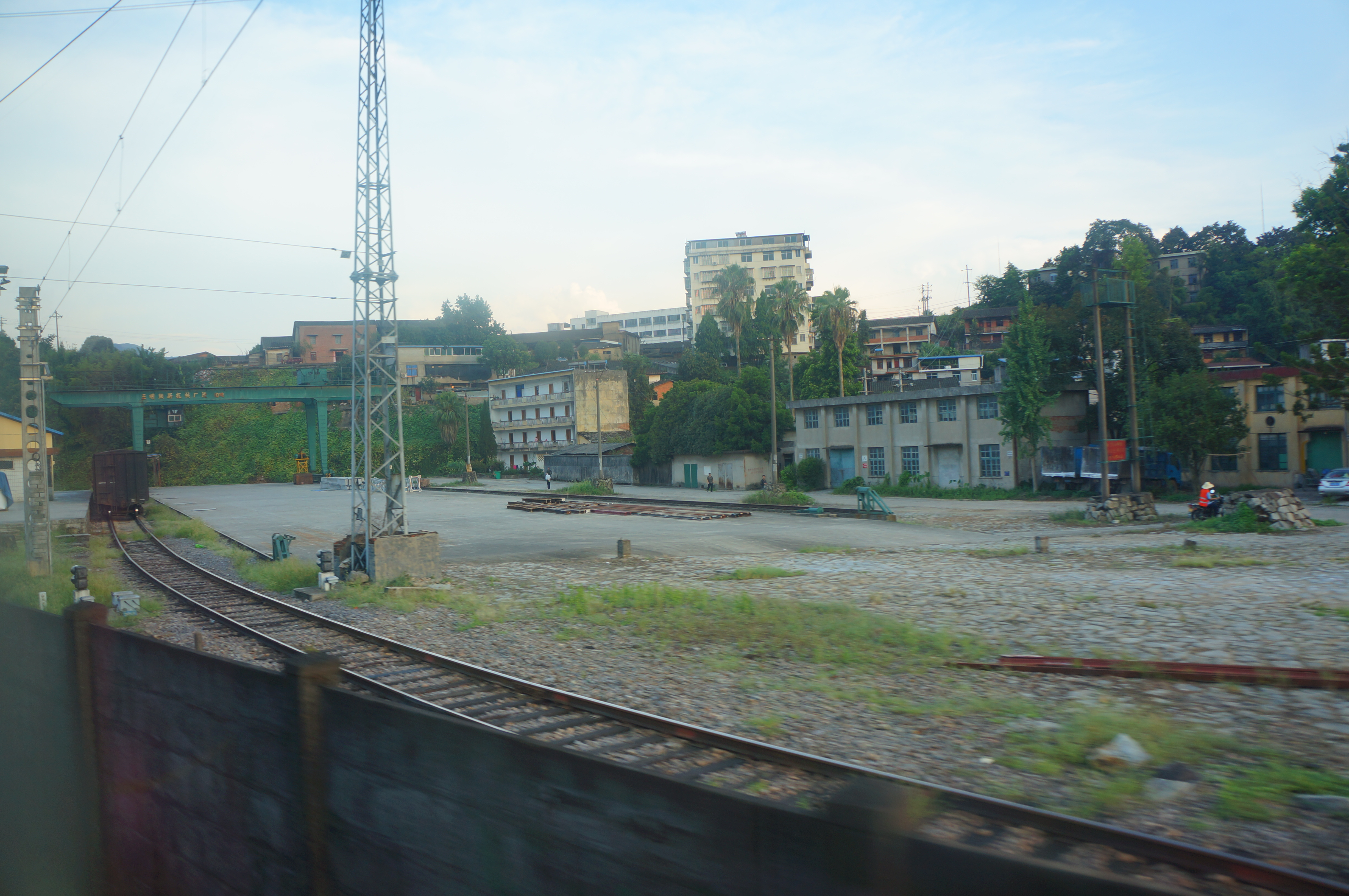
车站货场
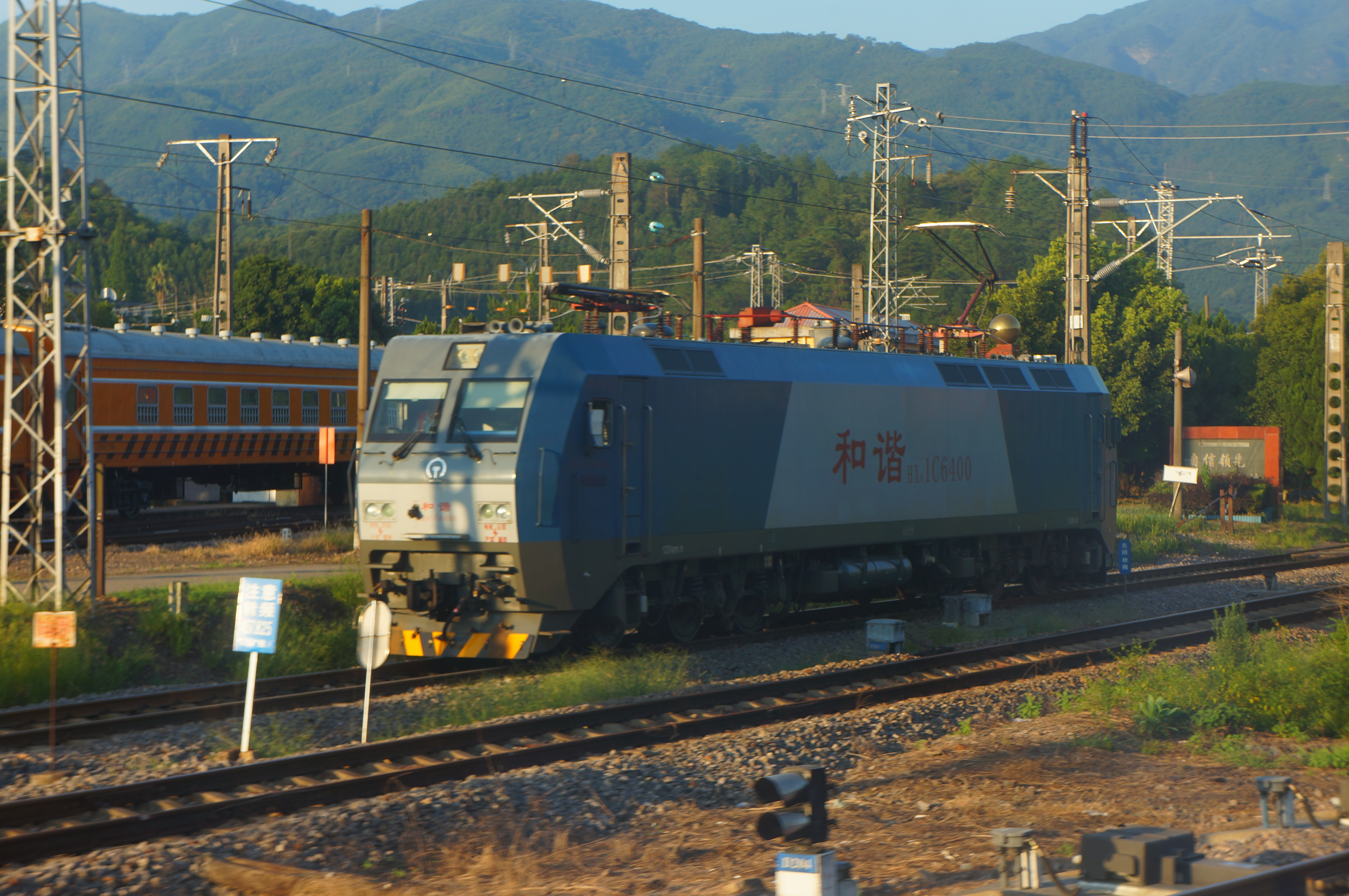
和谐1C型电力机车于来舟折返点